# Magnificencja
Jej/Jego Magnificencja – tytuł przysługujący rektorom szkół wyższych. Pochodzi z łacińskiego magnificentia (wspaniałość). Używany w sytuacjach oficjalnych (uroczystości, dokumenty). W zwyczajnej rozmowie należy mówić „pani rektor/panie rektorze”. W wywiadach prasowych zwykle korzysta się z tytułu.